# Collegium Carolinum (Cassel)
Pour les articles homonymes, voir Collegium Carolinum.
Le Collegium Carolinum (également connu sous le nom de Collegium illustre Carolinum) est une ancienne institution scientifique située à Cassel, alors située dans le landgraviat de Hesse-Cassel, dans le Saint-Empire romain germanique. Fondé en 1709 par Charles Ier de Hesse-Cassel, il fut fermé en 1791 après la mort de Frédéric II de Hesse-Cassel.
L'Ottoneum abrite la plupart de ses activités, mais un nouveau théâtre anatomique, le premier en Allemagne, fut utilisé par Samuel Thomas von Sömmering.
Le Collegium Carolinum est fondé comme une « nouvelle sorte d'université », où les mathématiques, les sciences, l'anatomie et la géographie doivent être plus importantes que les matières humanistes classiques enseignées à l'université de Marbourg voisine.
En 1766, il est réorganisé en école polytechnique par Frédéric II et se concentre davantage sur les arts et les sciences appliquées. 

## Professeurs notables

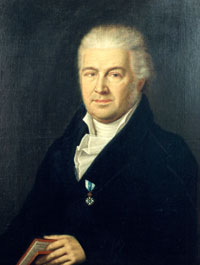
Samuel Thomas von Sömmering, l'un des plus grands anatomistes allemands, a enseigné au Collegium Carolinum.

- Lothar Zumbach von Koesfeld (de) (1661-1727), mathématicien, astronome et musicien ;
- Johann Jakob von Meyenburg (de) (1665-1717), médecin et maître de poste suisse, directeur en 1717 ;
- Johann August Nahl (1710-1781), sculpteur ;
- Johann Rudolph Anton Piderit (de) (1720-1791), théologien et philosophe ;
- Johann Matthias Matsko (de) (1721-1796), astronome et mathématicien ;
- Johann Heinrich Tischbein (1722-1789), peintre ;
- Johann Gottlieb Stegmann (de) (1725-1795), mathématicien et physicien expérimental ;
- Louis Simon du Ry (1726-1799), architecte ;
- Johann Wilhelm Christian Gustav Casparson (de) (1729-1802), écrivain, historien et professeur d'université ;
- Ernst Gottfried Baldinger (1738-1804), médecin ;
- Georg Wilhelm Stein (de) (1737-1803), médecin ;
- Christian Wilhelm von Dohm (1751-1820), caméralisme et finances ;
- Konrad Wilhelm Ledderhose (de) (1751-1812), juriste ;
- Johannes von Müller (1752-1809), historien ;
- Georg Forster (1754-1794), médecin ;
- Johann Heinrich Wepler (de) (1755-1792), théologien ;
- Johann Wilhelm Christian Brühl (de) (1757-1806), médecin.